# ژانوئل بلوسیان
ژانوئل بلوسیان (انگلیسی: Jeanuël Belocian؛ زادهٔ ۱۷ فوریهٔ ۲۰۰۵) بازیکن فوتبال است.
وی همچنین در تیم ملی فوتبال زیر ۱۷ سال فرانسه بازی کرده‌است.